# Cäcilie Zeitlose Wicht

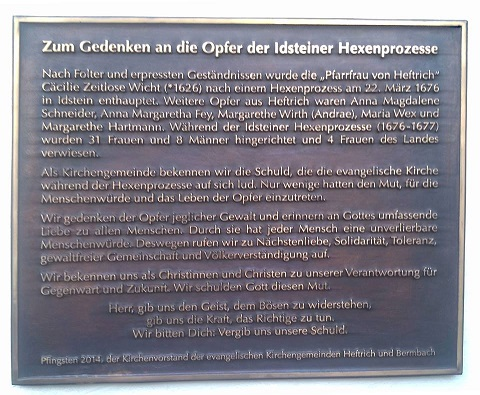
Gedenkstein Opfer der Hexenprozesse. Evang. Kirchengemeinde Idstein Heftrich Bermbach 2014

Cäcilie Zeitlose Wicht (* 1626 in Dachsenhausen; † 22. März 1676 in Idstein) war ein deutsches Opfer der Hexenverfolgungen in Idstein.

## Leben
Cäcilie Zeitlose Wicht wurde als Tochter des Pastors Johann Wendelin Rhod in Dachsenhausen geboren. Sie war seit 1649 Ehefrau des Pfarrers Johannes Wicht in Heftrich und hatte acht Kinder. Nach Beschuldigung durch andere angebliche Hexen unter der Folter wurden die Pfarrfrau und ihre Schwester, die verwitwete Schullehrerin Anna Magdalena Schneider aus Heftrich, am 18. Februar 1676 festgenommen. Unter der Folter gestand sie schließlich, was von ihr verlangt wurde. Zunächst zum Tod auf dem Scheiterhaufen verurteilt, wurde sie zur Enthauptung mit dem Beil ‚begnadigt‘. Gegen eine Geldzahlung durfte ihr Witwer sie auf dem Friedhof der Kirche beisetzen.

## Gedenken
Die Opfer der Hexenverfolgungen in Idstein wurden 2014 durch das Stadtparlament Idstein einstimmig moralisch-sozialethisch rehabilitiert. Am Pfarrhaus in Heftrich wurde 2015 von der Kirchengemeinde eine Gedenktafel angebracht.